# Катакви
Округ Катакви — округ в Восточном регионе Уганды. Административный центр округа находится в городе Катакви.

## Расположение
Район Катакви граничит с районом Напак на севере, районом Накапирипирит на востоке, районом Куми на юге, районами Нгора и Сороти на юго-западе и районом Амурия на западе. Главный город округа, Катакви, расположен приблизительно в 55 километров (34 миль) к северу от Сороти, крупнейшего города в субрегионе. Координаты района: 01 54N, 34 00E.

## Обзор
Район Катакви был создан в 1997 году. Ранее он входил в состав района Сороти. Район расположен в субрегионе Тесо, где, по данным национальной переписи населения 2002 года, проживают около 2,5 миллионов человек народностей итесо и кумам. В июне 2005 года западная часть района была преобразована в Амурский район.

## Население
В 1991 году численность населения Катакви оценивалась в 75 200 человек. Согласно переписи населения 2002 года численность населения района составляла 118 900 человек. Оцениваемый темп роста населения в районе — 4,3%. В 2012 году численность населения района — 176 800 человек.

## Экономическая деятельность
Основными видами экономической деятельности в Катакви являются натуральное сельское хозяйство и пастбищное животноводство. В последние годы были предприняты попытки начать коммерческое сельское хозяйство. 

## Известные граждане округа
Среди выдающихся людей района можно выделить следующих:
- Джессика Алупо – министр образования и спорта в кабинете министров Уганды
- Просковия Аленгот Оромайт – бывший член парламента от округа Усук, округ Катакви. Самый молодой человек, избранный в парламент на африканском континенте в возрасте 19 лет в 2012 году.